# Palaeodiadema
Palaeodiadema is een geslacht van uitgestorven zee-egels uit de familie Diadematidae.

## Soorten
- Palaeodiadema gauthieri Lambert, 1931 †
- Palaeodiadema multiforme Ravn, 1928 †